# Tettnang
Tettnang – miasto w południowych Niemczech, w kraju związkowym Badenia-Wirtembergia, w rejencji Tybinga, w regionie Bodensee-Oberschwaben, w powiecie Jezioro Bodeńskie, siedziba wspólnoty administracyjnej Tettnang. Leży ok. 7 kilometrów na północ od Jeziora Bodeńskiego, na terenie historycznego regionu Górnej Szwabii, słynnego z upraw chmielu.

## Historia
Pierwszy raz wzmiankowane jako Tettinanc w 882 r., w dokumentach opactwa St. Gallen. W XII wieku w mieście zbudowano zamek hrabiów von Montfort, co zapoczątkowało trwające aż do XVIII wieku panowanie tego rodu w Tettnang. Prawa miejskie zostały nadane miejscowości 1 grudnia 1297 r. przez króla Adolfa z Nassau. W 1780 r. ród von Montfort, z powodu długów, zmuszony był sprzedać Tettnang wraz z zamkiem Austrii. Po pokoju w Preszburgu w 1805 r. miasto po raz kolejny zmieniło swoją przynależność, tym razem przyłączone do Bawarii, która po pięciu latach oddała je Wirtembergii. W 1952 r. Tettnang zostało włączone do nowo utworzonego kraju związkowego Badenia-Wirtembergia, a do reformy administracyjnej w 1973 r. było stolicą powiatu Tettnang, przekształconego potem w Jezioro Bodeńskie ze stolicą we Friedrichshafen.

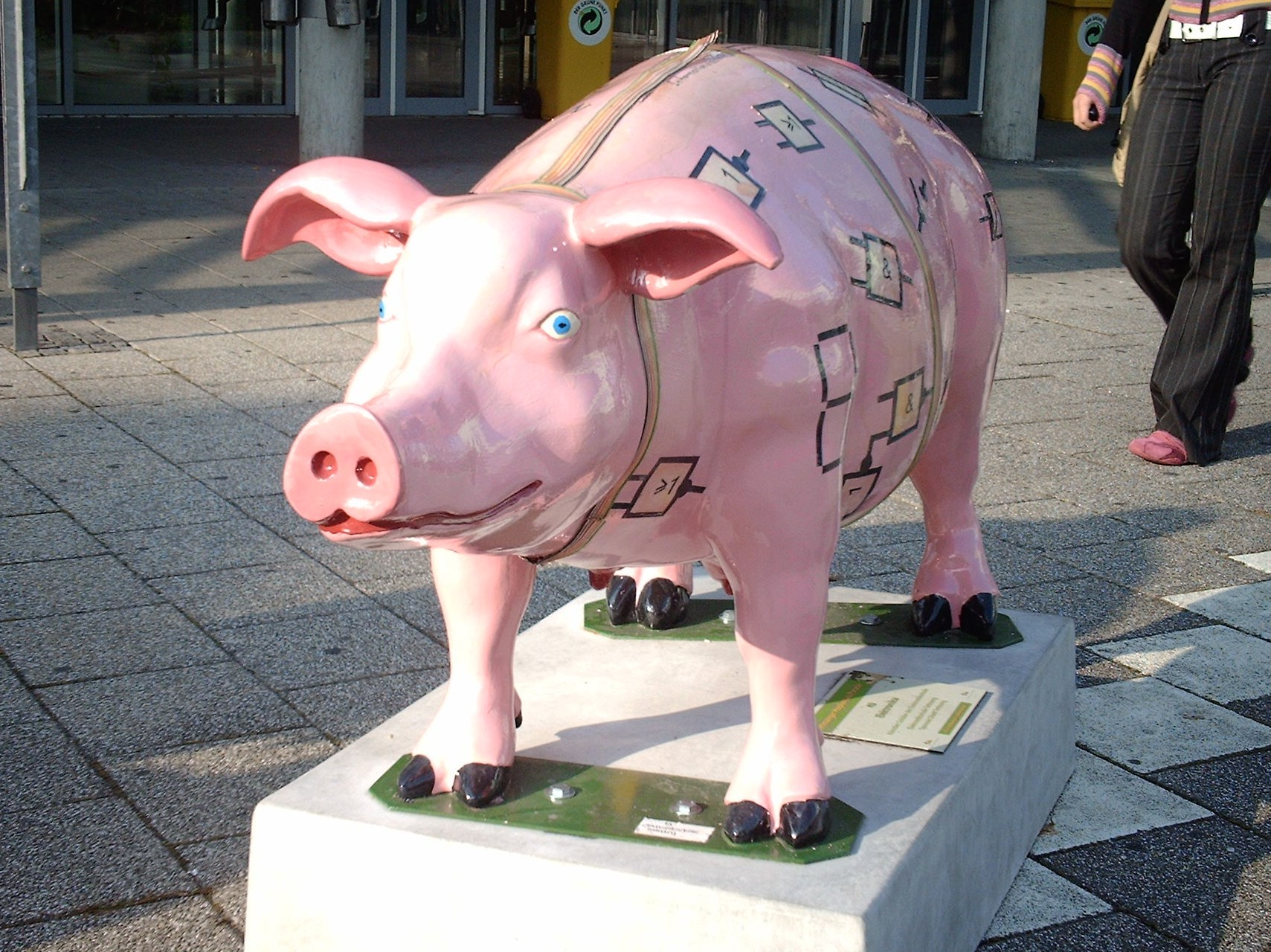
Jedna z pomalowanych świń